# Вайгандсхайн
Вайгандсхайн (нем. Waigandshain) — община в Германии, в земле Рейнланд-Пфальц. 
Входит в состав района Вестервальд. Подчиняется управлению Реннерод.  Население составляет 199 человек (на 31 декабря 2010 года). Занимает площадь 4,05 км².